# Ralph McInerny
Pour les articles homonymes, voir McInerny.
Ralph McInerny, né le 24 février 1929 à Minneapolis, dans le Minnesota, et décédé le 29 janvier 2010 à Mishawaka, dans l’Indiana, est un écrivain américain. Il a publié de nombreux ouvrages et essais sur la religion et la psychologie, ainsi que des romans, notamment des histoires policières. Peu traduit en France, il est principalement connu pour sa série de récits policiers mettant en scène le père Dowling. Ces romans sont adaptés à la télévision au sein de la série Le Père Dowling. Il a également signé des romans des pseudonymes Monica Quill ou Edward Mackin.

## Biographie
Il s’engage en 1946 au sein de la Marine américaine qu’il quitte l’année suivante pour reprendre ses études. Il fréquente l’université du Minnesota, puis l’université Laval de Québec, au Canada, dont il sort diplômé en philosophie en 1954. Il devient alors conférencier et professeur à l’université Creighton d’Omaha dans le Nebraska. En 1978, il poursuit sa carrière à l’université Notre-Dame-du-Lac de South Bend dans l’Indiana où il enseigne également l’histoire médiévale.
Spécialiste de l’histoire de Thomas d'Aquin, il commence par écrire de nombreuses études psychologiques et religieuses avant de s’orienter vers le roman, puis le roman policier. Il obtient le succès dans ce dernier domaine avec la parution de la série consacrée aux aventures du père Roger Dowling. Appartenant autrefois à l’archidiocèse de Chicago, il a été envoyé en mission dans la petite ville de Fox River dans l’Illinois pour alcoolisme. Sevré, il passe désormais son temps à écouter ses ouailles et à élucider diverses enquêtes. Ces histoires sont adaptées à la télévision pour la série Le Père Dowling, avec Tom Bosley dans le rôle-titre. 

## Œuvre

### Sous le nom de Ralph McInerny

#### Romans

##### SériePère Dowling
- Her Death of Cold (1977) Publié en français sous le titre Chambre froide, traduction de Cécile et Yves Trévian, Paris, Axe Noël, Ténèbre et Lumière, 1991.
- Bishop as Pawn (1978)
- The Seventh Station (1977)
- Lying Three (1979)
- The Second Vespers (1980)
- Thicker Than Water (1981)
- A Loss of Patients (1982)
- The Grass Widow (1983)
- Getting a Way with Murder (1984)
- Rest in Pieces (1985)
- The Basket Case (1987)
- Slight of Body ou Abracadaver (1989)
- Four on the Floor (1989)
- Judas Priest (1991)
- Desert Sinner (1992)
- Seed of Doubt (1993)
- A Cardinal Offense (1994)
- The Tears of Things (1996)
- Grave Undertakings (2000)
- Triple Pursuit (2001)
- Prodigal Father (2002)
- Last Things (2003)
- Requiem for a Realtor (2004)
- Blood Ties (2005)
- The Prudence of Flesh (2006)
- The Widow's Mate (2007)
- Ash Wednesday (2008)
- The Wisdom of Father Dowling (2009)
- Stained Glass (2009)
- The Compassion of Father Dowling (2011)

##### SérieAndrew Broom
- Cause and Effect (1987) Publié en français sous le titre Des victimes à la pelle, traduction de Rosine Fitzgerald, Paris, Gallimard, Série noire no 2145, 1988.
- Body and Soil (1989)
- Savings and Loam (1990)
- Mom and Dead (1994)
- Law and Ardor (1995)
- Heirs and Parents (2000)

##### SérieNotre Dame
- On This Rockne (1997)
- Lack of the Irish (1998)
- Irish Tenure (1998)
- The Book of Kills (2000)
- Emerald Aisle (2001)
- Celt and Pepper (2002)
- Irish Coffee (2003)
- Green Thumb (2004)
- Irish Gilt (2005)
- The Letter Killeth (2006)
- Irish Alibi (2007)
- The Green Revolution (2008)
- Sham Rock (2010)

##### SérieEgidio Manfredi
- Still Life (2000)
- Sub Rosa (2001)

##### Rosary Chronicles
- The Third Revelation (2009)
- Relic of Time (2009)

##### Autres romans
- Jolly Rogerson (1967)
- A Narrow Time (1969)
- The Priest (1973)
- The Gate of Heaven (1975)
- Rogerson at Bay (1976)
- Spinnaker (1977)
- Quick as a Dodo (1978)
- Romanesque (1978) Publié en français sous le titre La Cavalcade romaine, traduction de Jane Fillion, Paris, Gallimard, Série noire no 1728, 1979.
- The Noonday Devil (1985) Publié en français sous le titre Le Démon de midi, traduction de Véronique Riotte et Jean-Baptiste Lerouge, Paris, Axe Noël, Ténèbre et Lumière, 1992.
- Leave of Absence (1986)
- Frigor Mortis (1989)
- The Search Committee (1991)
- Easeful Death (1991)
- Infra Dig (1992)
- The Red Hat (1998)
- As Good As Dead (2002)
- The Ablative Case (2003)
- Slattery (2004)

#### Recueils de nouvelles et de poésie
- Thou Shalt Not Kill: Father Brown, Father Dowling And Other Ecclesiastical Sleuths (1992) (avec G. K. Chesterton et John Mortimer)
- The Soul of Wit: Some Poems (2005)
- Good Knights (2010)

#### Essais, biographie, guides et autres écrits
- New Themes in Christian Philosophy (1969)
- Thomism in an Age of Renewal (1969)
- St. Thomas Aquinas (1977)
- Miracles: A Catholic View (1986)
- A First Glance at St. Thomas Aquinas: A Handbook for Peeping Thomists (1989)
- Boethius and Aquinas (1990)
- Aquinas on Human Action: A Theory of Practice (1992)
- Let's Write a Novel (1993)
- Let's Write Short Stories (1993)
- The Question of Christian Ethics (1993)
- Aquinas Against the Averroists: On There Being Only One Intellect (1993)
- Let's Read Latin: Introduction to the Language of the Church (1995)
- An Uncertain Legacy: Essays on the Pursuit of Liberty (1997) (avec John Gray)
- What Went Wrong with Vatican II?: The Catholic Crisis Explained (1998)
- Aquinas and Analogy (1999)
- Characters in Search of Their Author: The Gifford Lectures, 1999-2000 (2001)
- The Very Rich Hours of Jacques Maritain: A Spiritual Life (2003)
- I Alone Have Escaped to Tell You: My Life and Pastimes (2006)
- Some Catholic Writers (2007)
- The Writings of Charles De Koninck. Volume One (edition and translation), with an introduction by Leslie Armour and a biography by Thomas De Koninck, Notre Dame, Notre Dame University Press, 2008
- The Writings of Charles De Koninck. Volume Two (edition and translation), Notre Dame, Notre Dame University Press, 2009
- Dante and the Blessed Virgin (2010)

### Sous le pseudonyme de Monica Quill

#### SérieSœur Mary Theresa
- Not a Blessed Thing (1981)
- Let Us Pray (1982)
- And Then There Was Nun (1984)
- Nun of the Above (1985)
- Sine Qua Nun (1986)
- The Veil of Ignorance (1988)
- Sister Hood (1991)
- Nun Plussed (1993)
- Half Past Nun (1997)
- Death Takes the Veil (2001)

### Sous le pseudonyme d’Edward Mackin
- The Unremembered (1964) Nouvelle publiée en français sous le titre Errance au bord de l'oubli, in Histoires paradoxales, Paris, Le Livre de poche, no 3815, 1984.
- The Nominative Case (1991)

## Filmographie

### Comme auteur adapté
- 1987 – 1991  : Le Père Dowling (Father Dowling Mysteries), série télévisée américaine réalisée par Dean Hargrove et Joel Steiger, avec Tom Bosley.

## Source
- Claude Mesplède, Dictionnaire des littératures policières, vol. 2 : J - Z, Nantes, Joseph K, coll. « Temps noir », 2007, 1086 p. (ISBN 978-2-910-68645-1, OCLC 315873361), p. 267.
- Claude Mesplède  et Jean-Jacques Schleret (Éd. rév. de: SN, voyage au bout de la Noire), Les auteurs de la Série noire, 1945-1995, Nantes, Joseph K, coll. « Temps noir », 1996, 627 p. (ISBN 978-2-910-68611-6, OCLC 300207570), p. 317.